# Harpactea alexandrae
Harpactea alexandrae este o specie de păianjeni din genul Harpactea, familia Dysderidae, descrisă de Lazarov în anul 2006.
Este endemică în Bulgaria. Conform Catalogue of Life specia Harpactea alexandrae nu are subspecii cunoscute.